# Cmentarz żydowski w Nowym Wiśniczu
Cmentarz żydowski w Nowym Wiśniczu – znajdujący się w Nowym Wiśniczu w województwie małopolskim, w powiecie bocheńskim, w gminie Nowy Wiśnicz.
Obiekt wpisany do rejestru zabytków nieruchomych województwa małopolskiego
Cmentarz żydowski został założony przed 1641 rokiem i zajmuje powierzchnię 1,8 ha, na której zachowało się dwieście pięćdziesiąt nagrobków spośród których najstarszy pochodzi z 1667 roku. Macewy cechują się dobrym stanem zachowania i bogatą ornamentyką. Na cmentarzu spoczywają rabini (m.in. Nuta Lipszyc i Naftali Rubin) oraz żołnierze żydowscy polegli w czasie I wojny światowej. W latach osiemdziesiątych XX wieku cmentarz został ogrodzony z inicjatywy Kongregacji Wyznania Mojżeszowego w Krakowie. W 1987 odbudowano ohel oraz wzniesiono pomnik z fragmentów zniszczonych nagrobków.